# Costaricaanse struikgors
De Costaricaanse struikgors (Arremon costaricensis) is een zangvogel uit de familie Emberizidae (gorzen).

## Verspreiding en leefgebied
Deze soort komt voor in zuidwestelijk Costa Rica en westelijk Panama.